# Roman Fuchs
Roman Fuchs (14 gennaio 1998) è un nuotatore francese.

## Biografia
Ha rappresentato la Francia ai campionati europei di nuoto di Roma 2022, dove ha vinto la medaglia d'argento nella staffetta mista 4x200 m stile libero, assieme a Hadrien Salvan, Charlotte Bonnet, Lucile Tessariol, Wissam-Amazigh Yebba e Giulia Rossi-Bene, e il bronzo nella staffetta maschile 4x200 m stile libero, con Hadrien Salvan, Enzo Tesic, Wissam-Amazigh Yebba e Mewen Tomac.

## Palmarès
- Europei

Roma 2022: argento nella 4x200m sl mista e bronzo nella 4x200m sl.